# 王子の狐火

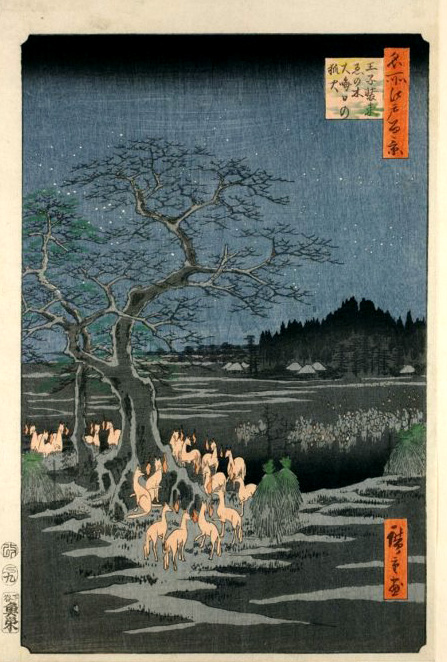
広重『名所江戸百景』より「王子装束ゑの木 大晦日の狐火」。各狐とも、顔面の近くに狐火を浮かべている。

王子の狐火（おうじのきつねび）は江戸郊外、東京都北区の王子に現れる狐火にまつわる民話の伝承のこと。王子稲荷は稲荷神の頭領として知られると同時に狐火の名所とされる。
現在では、大晦日の夜に地元の人々によって狐の行列が催されている。

## 民話
かつて王子周辺が一面の田園地帯であった頃、路傍に一本の大きな榎の木があった。毎年大晦日の夜になると関八州（関東全域）の狐たちがこの木の下に集まり、正装を整えると、官位を求めて王子稲荷へ参殿したという。その際に見られる狐火の行列は壮観で、近在の農民はその数を数えて翌年の豊凶を占ったと伝えられている。
この榎の木は「装束榎」（しょうぞくえのき）と呼ばれ、よく知られるところとなり、歌川広重『名所江戸百景』の題材にもなった。

## 歴史

### 伝承の描写の初出
王子と狐とが一緒に登場する最も古い資料は、寛永期に徳川家光の命により作られた『若一（にゃくいち）王子縁起』という王子神社の縁起絵巻である。この絵巻の原本は存在しないが、精巧な模本が紙の博物館にあり、その奥書によれば作成作業は堀田正盛（加賀守）のもとに春日局の甥で斉藤三友（摂津守）をもって遂行されたとある。また文は林道春がかかわり、絵は狩野尚信が描いたことが知られる。絵巻の完成は寛永十八年（1641年）七月十七日だった。
『若一王子縁起』絵巻は王子神社についてのものだが、すぐそばの王子稲荷神社も別当寺金輪寺の持ちであったために、下巻にその社のたたずまいと、その前道筋に集まり来たる諸方の命婦（狐）の絵がある。絵には、稲荷社前の道筋のあちこちに狐火を燈した複数の狐と松の木の下にも二匹の狐が描かれている。そして「諸方の命婦、此の社へ集まりきたる」とあり、下札には「毎年十二月晦日の夜、関東三十三ケ国の狐、稲荷の社へ火を燈し来る図なり、この松は同夜狐集まりて装束すと言伝ふ」と狐の集合が説明されている。なお、大田南畝は『ひともと草』に「むかしは装束松といひしも、今はいつしか榎にかはれり」と書いている。
狐火の絵は、この絵巻を彩るためだけに描かれたものではなく、縁起を作るに先んじて寛永期の幕府の役人が王子の狐火の調査に来たという事実により、当時広く流布していた伝承の表現だったと知れる。

### 寛政改革による民話の変節
絵巻の完成後約150年経った寛政3年（1791年）になって、王子稲荷社が実際に諸国三十三ケ国の稲荷社の総社であったかどうかの社格の是非を幕府が問題にした。寺社奉行の松平輝和が老中松平定信に進達した「王子稲荷額文字之儀ニ付、金輪寺相糾候申上候書付」で始まる文書（以下、「進達文書」と記す）にその内容が示されてある。「進達文書」には、王子稲荷が自社について「東国惣司ト称シ候濫觴」、つまり王子稲荷が東国惣司と自称しているとあり、これは王子稲荷が「関東稲荷惣司」との源頼義の文言を「東国稲荷惣司」（とうごくいなりそうつかさ）と平安時代以来認識し自認してきたことを意味する。王子稲荷社は三十三ケ国伝承にまつわる額や幟（のぼり）などを没収され処罰を受けた。
幕府の王子稲荷神社調査記録の「進達文書」は、王子と狐の民話が古くは「東国三十三ケ国からの狐集合」だったことを示すが、これ以降、世上、王子の狐民話は狭く関八州の物語として伝わるようになり現在に至る。ただし、当の王子稲荷社自身は門石に「康平年中、源頼義、奥州追討の砌（みぎ）り、深く当社を信仰し、関東稲荷惣司と崇む」と刻み、往古と変わらぬ社歴を今に伝えている。

### 装束榎の碑と装束稲荷
狐が集まったとされる榎の木は明治時代中頃に枯死した。昭和4年（1929年）には道路拡張に伴い切り倒され、「装束榎」の碑と「装束稲荷神社」と呼ばれる小さな社が停留所の東部に移されている。一帯は戦前には榎町と呼ばれてもいた。

## 王子狐の行列

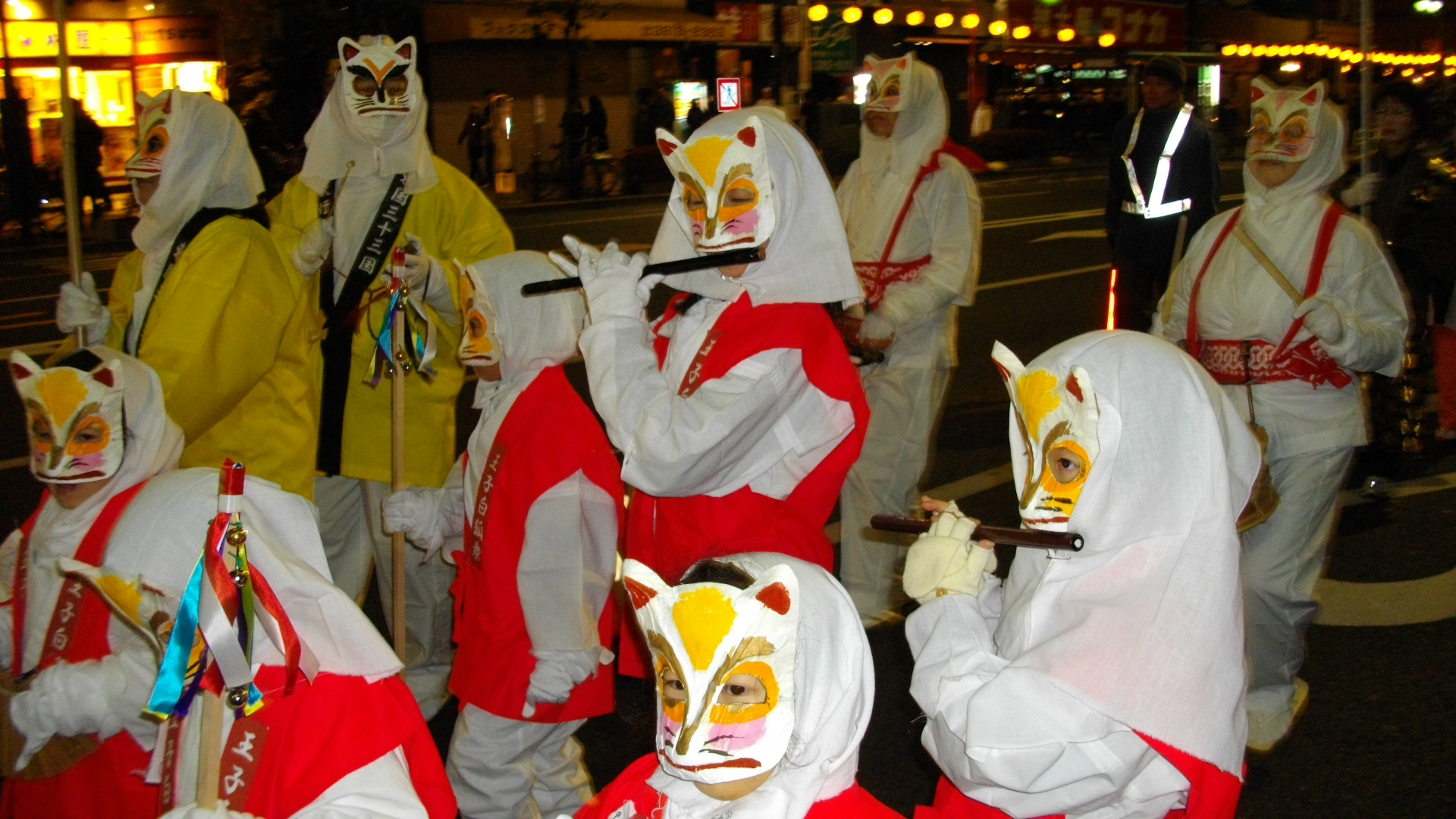
王子狐の行列（2009年12月）

地元王子では1993年より毎年、大晦日の夜から元日にかけて「王子狐の行列」と呼ばれるイベントが催されている。狐顔メイクまたは狐面を身につけた裃姿で、装束稲荷から王子稲荷へ参詣する。